# Józef Genezjusz
Józef Genezjusz (gr. Γενἐσιος) – bizantyński historyk z X wieku.
Pod jego nazwiskiem zachowały się Historie cesarzy w 4 księgach obejmujące lata 813-886. Dzieło powstało w latach 944-959 z inicjatywy cesarza Konstantyna VII Porfirogenety. Praca Józefa Genezjusza jest ważnym źródłem do historii IX wieku. Autor korzystał ze źródeł wspólnych z Kontynuacją Teofanesa.